# Alla flickor
Alla flickor, skriven av Niklas Edberger, Johan Fransson, Tim Larsson och Tobias Lundgren, är en sång som skickades in till den svenska Melodifestivalen 2005.
Linda Bengtzing sjöng in melodin på tionde plats i Melodifestivalen, och låg sedan i åtta veckor på Svensktoppen under perioden 1 maj-26 juni 2005, med sjundeplats som högsta placering. På försäljninglistan för singlar i Sverige låg den som högst på åttonde plats.
Ursprungligen var det tänkt att den skulle framföras av Pernilla Wahlgren. Även Lotta Engberg var aktuell att framföra sången, men i sista stund gick den till Linda Bengtzing efter att artistkoordinatorn Edward af Sillén påstått att Lotta Engberg (född 5 mars 1963) år 2005 inte längre kunde betraktas som en "flicka".
Via Internet spreds låten i en animutation där låtens text har synkroniserats med videosekvenser från Nazityskland, och indikerar att det är Adolf Hitler som "har bakåtslickat hår" och ger "alla flickor" det de vill ha medan "han tar varje chans han får", det vill säga Nazityskland utvidgar sig och erövrar stora delar av Europa under andra världskriget. Linda Bengtzing blev mycket upprörd över tilltaget, och tog avstånd från videofilmen. Klippet avlägsnades från Youtube flera gånger.

## Listplaceringar
| Lista (2005) | Topplacering |
| ------------ | ------------ |
| Sverige      | 8            |